# Callipallene longicoxa
Callipallene longicoxa är en havsspindelart som beskrevs av Stock, J.H. 1955. Callipallene longicoxa ingår i släktet Callipallene och familjen Callipallenidae. Inga underarter finns listade.